# HD 125612 c
HD 125612 c是一顆環繞室女座黃矮星HD 125612的太陽系外行星。該行星於2009年10月19日和其他29顆行星一起被高精度徑向速度行星搜索器發現。